# Мухаммед Хусейн Тантаві
Мухаммед Хусейн Тантаві Сулейман (араб. محمد حسين طنطاوى سليمان; 31 жовтня 1935, Каїр — 21 вересня 2021, там само) — глава Єгипту де-факто (як голова Вищої ради збройних сил Єгипту) у 2011–2012 роках. Міністр оборони Єгипту, фельдмаршал.
11 лютого 2011 року, в ході революції в Єгипті, віце-президент Омар Сулейман у телезверненні до народу оголосив про відставку президента Єгипту Хосні Мубарака; перед відходом Мубарак доручив керувати країною Вищій раді збройних сил. Раду очолює міністр оборони Мухаммед Хусейн Тантаві, де-факто саме він був главою країни до 30 червня 2012 року, коли новим Президентом Єгипту став Мухаммед Мурсі.